# Livgardet

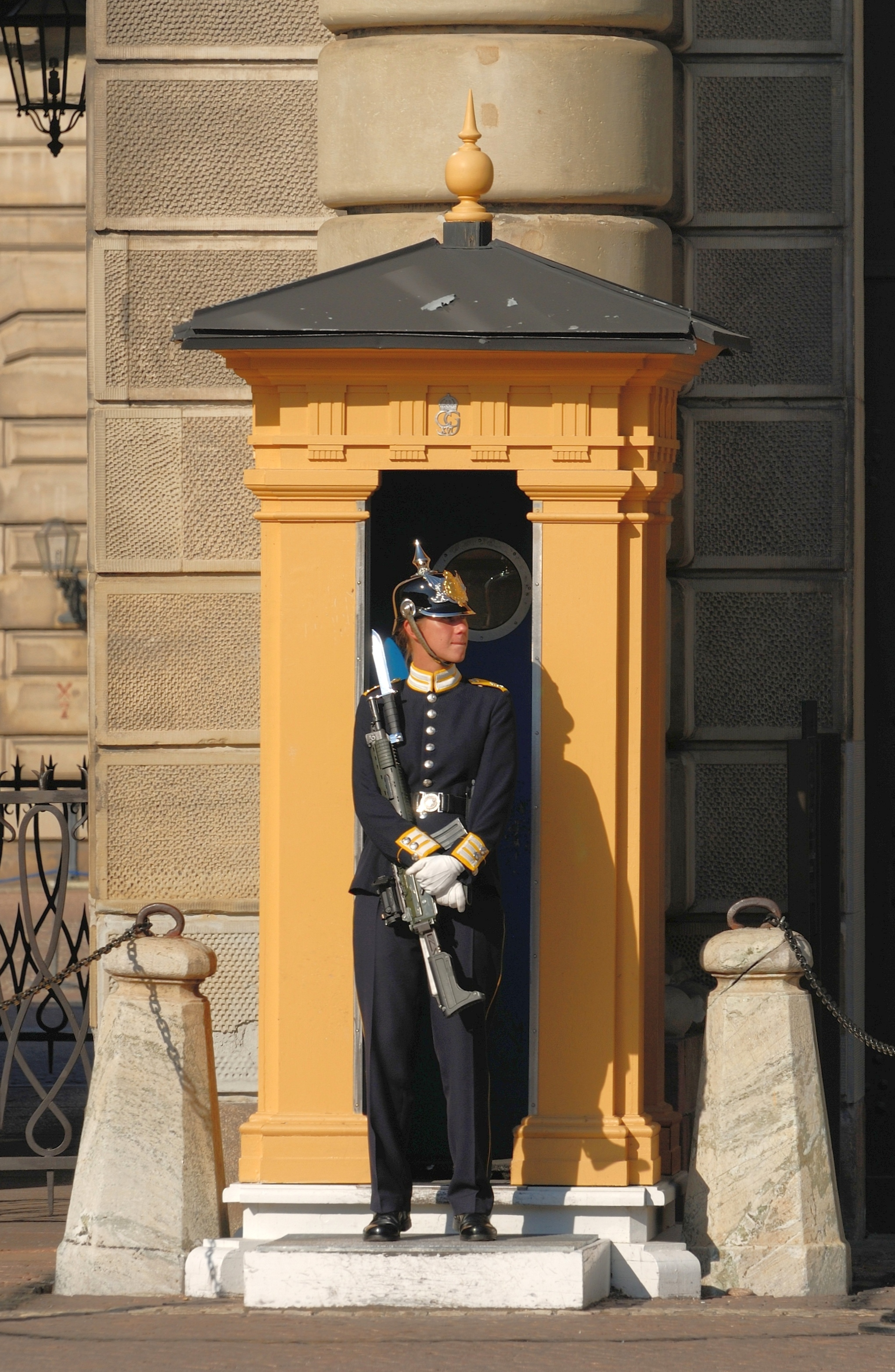
En högvaktssoldat ur Livgardets livkompani utanför Stockholms slott.

Livgardet (LG) är ett infanteri- och kavalleriförband inom svenska armén som verkat sedan 2000. Förbandsledningen är förlagd i Kungsängens garnison i Kungsängen.

## Historia

### Bildandet
Inför försvarsbeslutet 2000 föreslog regeringen i sin propositionen för riksdagen att den taktiska nivån inom försvaret skulle reduceras, det genom att fördelnings- och försvarsområdesstaber samt marinkommandon och flygkommandon skulle avvecklas. Detta för att istället utforma ett armétaktiskt, marintaktiskt respektive flygtaktiskt kommando vilka skulle samlokaliseras med operationsledningen. Förslaget innebar att försvarsområdesstaben vid Svea livgarde skulle avvecklas. Regeringens förslag till riksdagen innebar en kraftig reducering av arméförbanden. Vilket bland annat innebar att av de tretton brigadförbanden inom armén, skulle endast sex arméförband kvarstå för utbildning av armébrigadledningar och mekaniserade bataljoner. Vidare ansågs att de skulle vara relativt jämnt geografiskt fördelade över landet. Regeringen föreslog att upplösa och avveckla de fem infanteribrigaderna Livgardesbrigaden (MekIB 1), Värmlandsbrigaden (IB 2), Smålandsbrigaden (IB 12), Hallandsbrigaden (IB 16) och Dalabrigaden (NB 13). Detta då regeringen ansåg att bibehålla dem skulle kräva omfattande investeringar för att kunna utgöra enheter för mekaniserad utbildning. Vidare ansågs att deras övnings- och skjutfält i vissa fall var begränsande.
Vidare var regeringens utgångspunkten att det endast behövdes två enheter för att tillgodose Försvarsmaktens framtida behov av skilda slag av jägarförband. En enhet för avseende utbildning av Norrlandsjägare, och den andra avseende utbildning av underrättelse- och säkerhetsförband. När det gällde vilket förband som skulle kvarstå för utbildning av Norrlandsjägare föll valet på Norrlands dragonregemente, där valet hade stått mellan Norrlands dragonregemente (K 4) och Lapplands jägarregemente (I 22). I valet av vilket förband som skulle kvarstå för utbildning av underrättelse- och säkerhetsförband, var regeringens kravbild att förbandet skulle ha goda utbildningsförutsättningar och infrastruktur, för bland annat träning i fallskärmshoppning och närhet till transportflyg. I det valet stod mellan Livgardets dragoner (K 1) och Livregementets husarer (K 3). Gällande Livgardets dragoner ansåg dock regeringen att förbandet saknade förutsättningar för den samordning och koncentrering som ansågs nödvändig för en huvudenhet för jägarutbildning. Därmed föreslog regeringen i sin proposition att Livregementets husarer (K 3) och Norrlands dragonregemente (K 4) skulle kvarstå i grundorganisationen, medan Livgardets dragoner (K 1) och Lapplands jägarregemente (I 22) skulle avvecklas.
Försvarsområdesstaben Stockholms försvarsområde vid Svea livgarde upplöstes och avvecklades den 30 juni 2000. Utbildningsbataljonerna vid Livgardesbrigaden (IB 1) samt vid Livgardets dragoner (K 1) sammanfördes till den 1 juli 2000 till en utbildningsenhet som antog namnet Livgardet (LG). De två bataljonerna antog namnen Gardesbataljonen samt Dragonbataljonen. Till Livgardet tillfördes även organisatoriskt Försvarets internationella kommando (Swedint) i Almnäs garnison. Även Försvarsmaktens hundtjänstenhet blev våren 2002 en del av Livgardet efter att tillhört Upplands flygflottilj som avvecklades 2003.

### 2004 års försvarsbeslut
Inför försvarsbeslutet 2004 föreslog regering för riksdagen om att avveckla av Jämtlands fältjägarregemente (I 5), Södermanlands regemente (P 10) och Gotlands regemente (P 18). I den utredning som hade gjorts om vilka regementet skulle avvecklas hade även Södra skånska regementet (P 7) inkluderats. Tre regementen ansåg regeringen i ett första steg var av stor vikt kvarstod i grundorganisationen, Livgardet (LG), Skaraborgs regemente (P 4) och Norrbottens regemente (I 19).
Gällande regeringens bedömning av Livgardet, motiverades det med att det ansågs var av särskild betydelse att ha ett militärt utbildningsförband med markstridsinriktning nära huvudstaden. Vidare bedömes det att på lång sikt bör huvuddelen av personalen till Försvarsmaktens säkerhetsförband grundutbildas vid Livgardet. I sin bedömning pekade även regeringen på den tidigare erfarenheten som fanns vid Livgardet, med att utbilda mekaniserade enheter. Något som skulle kunna möjliggöra att vid ett förändrat behov i framtiden utbilda och öva mekaniserade enheter. Vidare framhölls även den goda tillgången till övnings- och skjutfält, samt tillgång till nödvändiga verkstadsresurser.
Som ett vidare resultat av försvarsbeslutet 2004 beslutades att Försvarsmusikcentrum (FöMusC) skulle omlokaliserades från Strängnäs garnison till Livgardet i Kungsängen. Den 1 januari 2006 tillfördes Livgardet utbildnings- och förvaltningsansvaret över tre utbildningsgrupper, detta i samband med att Mellersta militärdistriktet (MD N) upplöstes och avvecklades den 31 december 2005.

### 2009 års försvarsbeslut
Den 1 januari 2010 tillkom ytterligare en enhet inom Livgardet, då Försvarsmusikcentrum avvecklades som självständigt förband den 31 december 2009, och uppgick i Livgardet under namnet Försvarsmusiken.
I samband med att Försvarsmakten återupptog den nationella planeringen av det svenska försvaret, kom regementet att påbörja 2011 uppsättning och utbildning av Livbataljonen, 7. lätta manöverbataljon, 13. säkerhetsbataljonen samt två militärpoliskompanier. 7. lätta manöverbataljon utbildades tillsammans med Livregementets husarer (K 3). Vidare fick regementet i uppdrag att från den 1 januari 2013 sätta upp Militärregion Mitt (MR M). 

### Militärregionerna
Den 1 januari 2013 bildades fyra militärregioner, där Mellersta militärregionen underställdes chefen för Livgardet, men löd under chefen insatsledningen i Högkvarteret avseende markterritoriell ledning i fred, kris och krig. Cheferna för utbildningsgrupperna var dock fortfarande underställd chefen Livgardet gällande produktionsledning av hemvärnsförbanden samt insatsledning inom utbildningsgruppernas geografiska område. Den 1 januari 2018 delades dock ledningen av Livgardet och Mellersta militärregionen, det genom att en separat chefsbefattning för Mellersta militärregionen tillsattes. Vidare underställdes staben Mellersta militärregionen i ledningsfrågor direkt chefen insatsledningen i Högkvarteret. I Försvarsmaktens budgetunderlag till regeringen för 2020 föreslogs att de fyra militärregionala staberna från 1 januari 2020 skulle inrättas som egna organisationsenheter. Cheferna för militärregionstaberna föreslogs i sin tur underställas rikshemvärnschefen avseende produktion av utbildningsgrupper och hemvärnsförband. Detta medförde att utbildningsgrupperna överfördes organisatoriskt från ett utbildningsförband till de fyra militärregionala staberna. I regeringens proposition framhöll dock regeringen att den militära regionala indelningen kunde komma att justeras, det beroende på utfallet av utredningen "Ansvar, ledning och samordning inom civilt försvar" (dir. 2018:79). För Livgardet innebar denna förändring att utbildningsgrupperna överfördes till Mellersta militärregionen från och med den 1 januari 2020.

### 2020 års försvarsbeslut
I juni beslutade Försvarsmaktens produktionsledning att överföra Försvarsmaktens hundtjänstenhet från arméförbandet Livgardet till flygvapnet och Luftstridsskolan. Den 1 januari 2022 överfördes hundtjänstenheten till Luftstridsskolan, men med bibehållen gruppering till Märsta. Vidare så kom även den tidigare Livgardesbrigaden den 26 augusti 2024 att återinvigas som ett krigsförband, där 12. motoriserade skyttebataljonen kom att bilda stommen i brigaden.

## Verksamhet
Livgardet utbildar rekryter, hemvärnssoldater och förbereder både civil och militär personal som årligen gör utlandstjänst. Bevakar de kungliga slotten, genom Försvarsmaktens paradstyrkor. Utbildar och tränar militärpoliser, för att upprätthålla allmän ordning och säkerhet inom Försvarsmakten. Livgardet ansvarar även med bevara och utveckla den svenska militärmusiken.

### Internationell verksamhet
Sedan den 1 juli 2000 har Livgardet bidragit till ett flertal utlandsmissioner. År 2005 satte Livgardet tillsammans med Vaxholms amfibieregemente (Amf 1) upp KS 07. År 2005 hade man huvudansvaret för KS 12, 2008 för KS 17, och 2011 för KS 23 till Svenska Kosovostyrkan. År 2009 sattes FS 18, 2016 FS 32 och 2019 FS 37 upp av Livgardet till svenska insatsen i Afghanistan. Vidare har Livgardet bidragit med förbandsdelar till Nordic Battlegroup 08, Nordic Battlegroup 11 och Nordic Battlegroup 15. År 2015 stod Livgardet i beredskap genom Försvarsmaktens operativa reserv, vilken främst är en nationell beredskapsstyrka, men som kan användas som förstärkning vid olika internationella insatsområden.

## Ingående enheter

### Gardesbataljonen
Gardesbataljonen är en grundutbildningsbataljon som var aktiv åren 2000–2010 och återigen från 2024 och är förlagd till Livgardets kasernetablissement i Kungsängen. Som begrepp bildades Gardesbataljonen ursprungligen utbildningsåret 1967/1968 vid dåvarande Svea livgarde. Från den 1 oktober 1985 antog Svea livgardes grundutbildningsbataljon det officiella namnet Gardesbataljonen. Gardesbataljonen avskildes 1994 tillsammans med Livgardesbrigaden från Svea livgarde. Från den 1 juli 1994 var bataljonen en del av Livgardesbrigaden, genom att den verkade som brigadens grundutbildningsbataljon samt även svarade för utbildning av dom fristående stadsskytteförbanden inom Stockholms försvarsområde. Gardesbataljonen överfördes den 1 juli 2000 till det Livgardet. Bataljonen vakantsattes 2010 genom att pliktutbildning blev vilande genom försvarsbeslutet 2009. I samband med att Livgardesbrigaden återetablerade 2024 som krigsförband, kom även Gardesbataljonen att återetableras för grundutbildning av brigadens värnpliktiga personal.

### Försvarsmaktens militärpolisenhet
Försvarsmaktens militärpolisenhet (FM MPE) är sedan 2010 ansvarig inom Försvarsmakten för funktionsledning av militärpolisen. Enheten är grupperad på Livgardets Kavallerikasern på Östermalm. Enheten stöttar också de militärpoliser som finns vid Försvarsmaktens olika garnisoner i Sverige.

### Försvarsmusiken
Försvarsmusiken (FöMus) är sedan den 1 januari 2010 en del av Livgardet. Enheten tillkom efter att Försvarsmusikcentrum avvecklades som självständigt förband den 31 december 2009.Försvarsmusiken omfattar en enhetsledning med tre musikkårer totalt 141 personer.
- Arméns musikkår är en stor paradmusikkår och stor symfonisk blåsorkester samt flera smärre ensembler som i likhet med övriga professionella musikkårer utför musik till fots i statsceremonielet och vid vaktparader samt på förband och enheter samt för allmänheten i Sverige och utomlands. Musikkåren är stationerad i Stockholm, omfattar kårledning med 53 yrkesmusiker, och har sina anor från Kungl. Svea och Kungl. Göta Lifgardenas musikkårer.
- Livgardets dragonmusikkår är en beriden musikkår som utför musik till häst i statsceremonielet och vid vaktparader. Musikkåren är stationerad i Stockholm på gamla K 1, omfattar kårledning med 30 yrkesmusiker, och har sina anor från Kungl. Lifgardet till hästs- och Kungl. Lifregementets dragoners musikkårer.
- Marinens musikkår utför musik till fots i statsceremonielet och vid högvakter. Musikkåren är stationerad i Karlskrona på Kasern Sparre, omfattar kårledning med 30 yrkesmusiker, och har sina anor från Flottans musikkår i Karlskrona.

### SWEDINT
Försvarsmaktens internationella centrum (SWEDINT) är ett kompetenscentrum, en nyckelinstitution för att säkerställa Försvarsmaktens förmåga att effektivt och trovärdigt verka inom ramen för gemensam, multinationella domän- och myndighetsöverskridande Nato- och FN-operationer, samt insatsförberedande individuell träning. SWEDINT är sedan den 1 juli 2000 en del av Livgardet. Från den 1 januari 2004 är enheten förlagd i Kungsängen från att tidigare varit förlagd till Almnäs garnison. Den tidigare Internationella utbildningsenheten (IntUtbE) är idag en del av Swedint under namnet Förbandsutbildningsavdelningen.

### NCGM
Nordic Centre for Gender in Military Operations (NCGM) är ett kompetenscenter skapat av Nordefco. Gender i militära operationer är en förmåga som ökar förutsättningarna att nå framgång i militära insatser, exempelvis fredsbevarande insatser i konfliktområden. Centret är världsledande på området och utsågs 2013 till huvudansvarigt för genderområdet inom Nato (Department Head). NCGM är Försvarsmaktens kompetenscenter för multinationell stabsutbildning med genderperspektiv på taktisk och operativ nivå. NCGM:s styrgrupp består av representanter från Sverige, Norge, Danmark, Finland, Nederländerna, Kanada och Australien.

## Krigsförband

### Livbataljonen
Livbataljonen (Livbat) är ett kombinerat infanteri- och kavalleriförband som ansvarar för statsceremoniell verksamhet och, i händelse av krig, att skydda statschefen, regeringen och militärledningen. Förbandet är specialiserat på strid i bebyggelse och är organiserat i fem enheter. 10. kompaniet och Livkompaniet genomför statsceremoniell verksamhet till fots, även som grenadjärer. Livskvadron och 13. skvadron genomför statsceremoniell verksamhet till häst och till fots, även som drabanter.
- Bataljonsstab, leder och planerar förbandets verksamhet.
- 10. kompaniet, ett infanterikompani, och består av en ledningspluton, stab- och trosspluton, granatkastarpluton, pionjärpluton och spaningspluton. Huvuddelen är deltidstjänstgörande.
- Livkompaniet, ett infanterikompani, och består av tre heltidstjänstgörande skytteplutoner och en deltidstjänstgörande stab- och trosspluton.
- Livskvadron, en kavalleriskvadron, och består av tre heltidstjänstgörande skytteplutoner och en deltidstjänstgörande stab- och trosspluton.
- 13. skvadronen, en kavalleriskvadron, och består av en chefsgrupp, en heltidstjänstgörande och två deltidstjänstgörande skytteplutoner samt en stab- och trosspluton.

### 1.militärpolisbataljonen
1. militärpolisbataljonen (1. mpbat) är Försvarsmaktens militärpolisbataljon och upprätthåller ordning och säkerhet inom Försvarsmakten. Bataljonen består av ett personskyddskompani, två militärpoliskompanier samt en utredningsgrupp. Bataljonen leds och samordnas av en bataljonsstab med stöd av tillhörande stab och trosspluton. Bataljonen är bemannad med officerare, heltids- och deltidsanställda soldater samt civilanställda. 1. militärpolisbataljonen är förlagda i Kungsängen utanför Stockholm.

### Livgardesbrigaden
Livgardesbrigaden (IB 1) är en infanteribrigad inom svenska armén som verkade i olika former åren 1957–2000 och återigen från 2024, det genom att den återinvigdes i Kungsängen den 26 augusti 2024. Brigaden bildades ursprungligen som Upplandsbrigaden (IB 38) och tillkom 1957 till Svea livgarde, det som ett resultat av försvarsbeslutet 1958. Bakgrunden var att brigaden överfördes från Upplands regemente (I 8), vilket upplöstes och avvecklades genom samma försvarsbeslut. Genom försvarsbeslutet 1972 kom brigaden kom att bli Svea livgardes anfallsbrigad, då den antogs till brigadorganisationen IB 77. Den 1 oktober 1984 antog brigaden namnet Gula brigaden (IB 1). I början av 1990-talet var brigaden en av försöksbrigaderna inför brigadorganisationen IB 2000. År 1991 antogs namnet till Livgardesbrigaden (IB 1). Den 1 juli 1994 avskildes Gula brigaden (IB 1) från Svea livgarde och blev ett kaderorganiserat krigsförband inom Mellersta militärområdet (Milo M), under det namnet Livgardesbrigaden (MekIB 1). Brigaden upplöstes och avvecklades den 30 juni 2000 i samband med försvarsbeslutet 2000. Efter att brigaden återetablerades kommer den initialt utgöras av en brigadstab, ett brigadlednings- och sambandskompani och två motoriserade skyttebataljoner. Från sommaren 2024 tillförs brigaden den tidigare fristående 12. motoriserade skyttebataljonen, som blev 1. motoriserade skyttebataljonen. 

### 13.säkerhetsbataljonen
13. säkerhetsbataljonen (13. säkbat) är förlagda i Kungsängen och arbetar ständigt för att upptäcka, motverka och bekämpa säkerhetshotande verksamhet, både nationellt och internationellt. Förbandet är ett försvarsgemensamt för armén, marinen och flygvapnet. Bataljonen övas för att hantera de fem huvudtyperna av säkerhetshot, såväl inom Sveriges gränser som utomlands: kriminalitet, sabotage, subversion, underrättelseverksamhet och terrorism.
- Bataljonsstab
- 131. säkerhetsunderrättelseskvadron
- 132. säkerhetskompani sjö (förlagt i Göteborgs garnison) [22]
- 133. funktionsskvadron

## Tidigare ingående enheter

### 12.motoriserade skyttebataljonen
12. motoriserade skyttebataljonen (12. motskbat) var en fristående infanteribataljon som verkade i olika former åren 2016–2024. Brigaden var förlagd i Kungsängen och organiserades som ett insatsförband, specialiserat på strid i skog och stadsmiljö. Bataljonen verkade både nationellt och internationellt. Närheten till Stockholm och den unika stadsmiljö som finns där präglar inriktningen för förbandets träning. 12. motoriserade skyttebataljonen bildade 2016 som ett nyuppsatt krigsförband. Bataljonen har sin grund från den tidigare Gardesbataljon samt den 7. lätta skyttebataljonen, som tidigare delats mellan Livgardet och förbandet Livregementets husarer (K 3) i Karlsborg.
Huvuddelen av bataljonen bemannas med deltidsanställda soldater. 121. skyttekompaniet samt Ledningsplutonen på 120. kompaniet består i huvuddel av heltidsanställda soldater.
- Bataljonsstab
- 120. stabs- och understödskompaniet (GSS/K och T)
- 121. skyttekompaniet  (GSS/K)
- 122. skyttekompaniet (GU) (GSS/T i krigsorg)
- 123. skyttekompaniet (GSS/T)
- 124. trosskompaniet (GSS/T)

### Försvarsmaktens hundtjänstenhet
Försvarsmaktens hundtjänstenhet (FHTE) är förlagd i Märsta och Sollefteå och ansvarar för anskaffning, uppfödning och utbildning av tjänstehundar inom Försvarsmakten samt till Polismyndigheten. Hundtjänstenheten var åren 2004–2021 en del av Livgardet och är från 2022 en del av Luftstridsskolan.

### Kommendantstaben i Stockholm
Kommendantstaben i Stockholm var fram till 31 december 2019 var del av Livgardet. Kommendantstaben ansvarar för att leda den statsceremoniella verksamheten i Stockholm och för att fungera som länk mellan Försvarsmakten, Regeringskansliet och Kungliga Hovstaterna. Staben är inrymd i Högvaktsflygeln på Stockholms slott. Från den 1 januari 2020 lyder Kommendantstaben i Stockholm under Mellersta militärregionen.

### Mellersta militärregionen
Mellersta militärregionen (MR M) är en är militärregion som bildades den 1 januari 2013 och var fram till 31 december 2019 en del av Livgardet. Militärregionen omfattas av bland annat en militärregionstab för regional planering, förberedelser med Totalförsvaret och svarar för ledning vid nationell krishantering och krig. Militärregionen omfattar Dalarnas län, Gotlands län, Gävleborgs län, Stockholms län, Södermanlands län, Uppsala län och Västmanlands län. Från det att militärregionen bildades 2013 var chefen för Livgardet även chef för Militärregion Mitt. Den 1 oktober 2018 delades dock ledningen av Livgardet och Militärregion Mitt, det genom att en separat chefsbefattning för Militärregion Mitt tillsattes. Inriktningen inom Försvarsmakten var att från den 1 januari 2020 skulle samtliga militärregioner bli självständiga förband, inom Försvarsmakten benämnd som organisationsenhet (OrgE). Därvid kom de samtidigt att överta ledningen även i fredstid av utbildningsgrupperna med dess hemvärnsbataljoner. Respektive militärregion kom därmed även att tilldelas ett så kallat produktionsledningsansvar.

### Utbildningsbataljoner

#### Dragonbataljonen
Dragonbataljonen var en grundutbildningsbataljon som var aktiv åren 2000–2010 och var förlagd till Livgardets Kavallerikasern i Stockholm. Bataljonen bildades genom den grundutbildningsbataljon som fanns vid Livgardets dragoner, vilken bland annat svarade för utbildning av militärpoliser. Som begrepp tillkom Dragonbataljonen ursprungligen den 1 oktober 1984, det i samband med att Livgardets dragoner uppgick och blev en utbildningsbataljon inom dåvarande Svea livgarde. Livgardets dragoner var dock senare ett självständigt utbildninsförband åren 1994–2000. Dragonbataljonen överfördes den 1 juli 2000 till det Livgardet. Bataljonen vakantsattes 2010 genom att pliktutbildning blev vilande genom försvarsbeslutet 2009.

### Utbildningsgrupper

#### Dalregementsgruppen
Dalregementsgruppen (DRG) bildades den 1 juli 2000 i samband med försvarsbeslutet 2000. Gruppen har sitt arv och sina traditioner från Dalregementet (I 13), vilket avvecklades i samband med försvarsbeslutet 2000. Genom försvarsbeslutet 2004 blev gruppen från den 1 januari 2006 en del av Livgardet. Gruppen utbildar, organiserar och administrerar hemvärnet i Dalarnas län. Den 1 januari 2020 överfördes gruppen organisatoriskt till Mellersta militärregionen.

#### Gävleborgsgruppen
Gävleborgsgruppen (GBG) bildades den 1 januari 1998 i samband med försvarsbeslutet 1996. Gruppen har sitt arv och sina traditioner från Hälsinge regemente (I 14), vilket avvecklades i samband med försvarsbeslutet 2004. Genom samma försvarsbeslut blev gruppen från den 1 januari 2006 en del av Livgardet. Gruppen utbildar, organiserar och administrerar hemvärnet i Gävleborgs län. Den 1 januari 2020 överfördes gruppen organisatoriskt till Mellersta militärregionen.

#### Livgardesgruppen
Livgardesgruppen (LGG) bildades den 1 juli 2000 i samband med försvarsbeslutet 2000. Genom försvarsbeslutet 2004 blev gruppen från den 1 januari 2006 en del av Livgardet. Gruppen utbildar, organiserar och administrerar hemvärnet i västra delen av Stockholms län. Den 1 januari 2020 överfördes gruppen organisatoriskt till Mellersta militärregionen.

## Förläggningar och övningsplatser

### Förläggning
När Livgardet bildades förlades det i huvudsak till två kasernetablissement, Brunna norr om Kungsängen och Livgardets Kavallerikasern i Stockholm. Kasernetablissementet i Kungsängen uppfördes åren 1964–1969 till Svea livgarde, vilket vid den tiden var lokaliserade till Sörentorp i Solna kommun. Inflyttningen till Kungsängen påbörjades den 11 maj 1970, vilken högtidlighölls genom en inflyttningsceremoni den 27 maj 1970. Kasernetablissementets kanslihus, kaserner och exercishus uppfördes på ett gammalt sätt, det vill säga kring en rektangulär kaserngård. Området i Kungsängen planerades utifrån miljonprogrammet, där husbyggandet utgick från automobilisering, hård planering, funktionalism, samt en vilja att komma ifrån den trånga stenstaden som tillsammans med en ekonomiskt snäv ram påverkade miljonprogramshusens utformning. Vilket kan ses genom avsaknaden utsmyckning av fasaderna på byggnaderna, vilka är betonggråa. Byggnaderna följer samma stil som de byggnader som uppfördes i Almnäs garnison, det vill säga t-formade kaserner med huvudfasaden mot kaserngården och kanslihuset placerad längs kaserngårdens kortsida.

### Detachement
Livgardet har detachement i Falun, Gävle, Göteborg, Karlskrona, Kungsängen, Märsta, Stockholm, Sollefteå. Falun och Gävle utgör förläggningsort för de två utbildningsgrupper som man ansvarar över. Livbataljon vid Livgardet är grupperad till den gamla Kavallerikasernen på Lidingövägen i Stockholm. Medan Märsta och Sollefteå utgör förläggningsort för Försvarsmaktens hundtjänstenhet. Åren 2000–2004 utgjorde Almnäs garnison ett detachement till Livgardet, det genom att regementet var huvudman för depåverksamheten i Almnäs. I Almnäs var Swedint lokaliserade, samt att det utgjorde rustningsplats för svenska utlandsstyrkan och högvakten i Stockholm.

### Övningsplatser
Livgardet ansvarar och förvaltar sedan 1 januari 2006 två övnings- och skjutfält Kungsängens övnings- och skjutfält och Marma skjutfält.

## Heraldik och traditioner

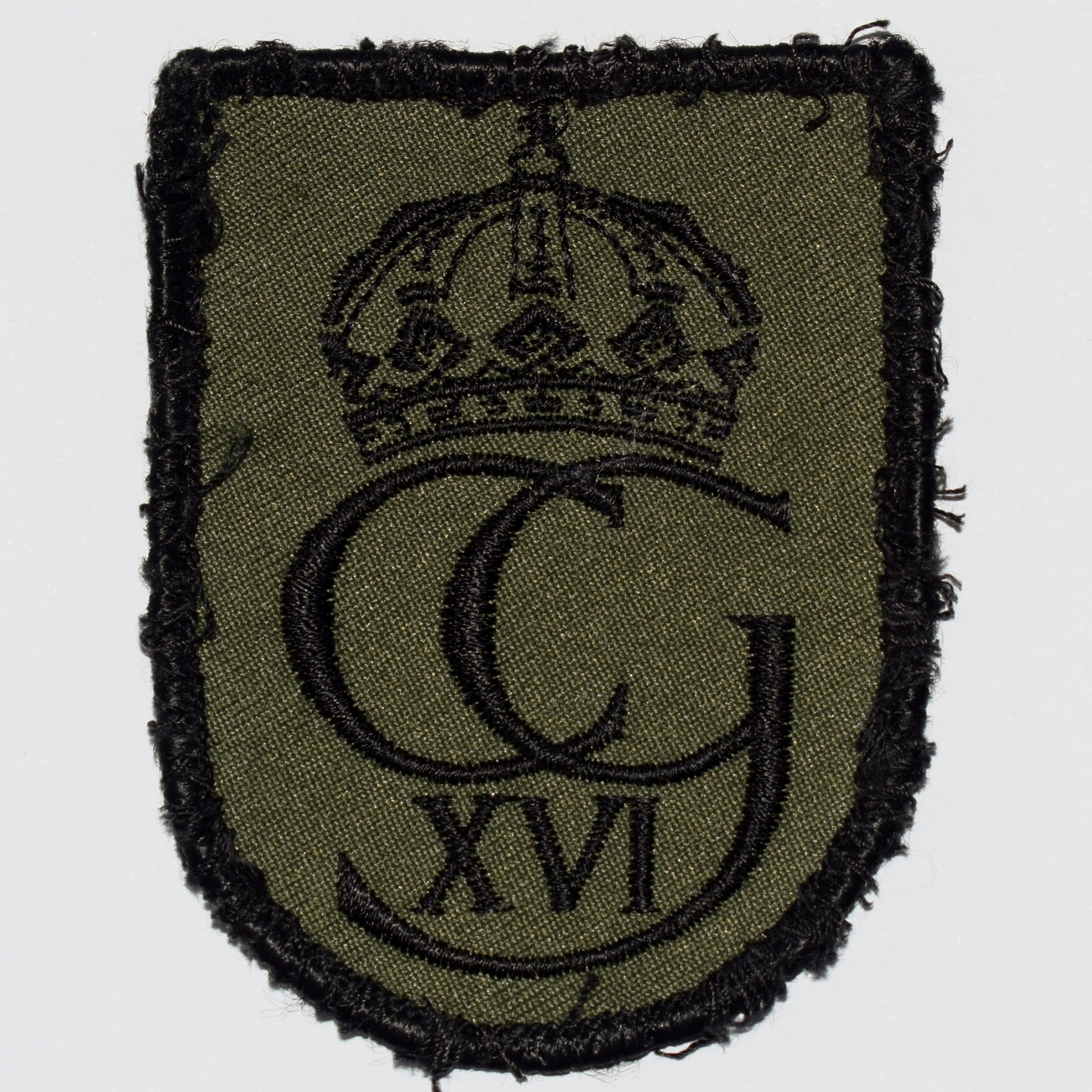
Tilläggstecken för Livgardet

Livgardets historia har sina anor till 1500-talet och har en del av sitt ursprung i Gustav Vasas livvakt under befrielsekriget 1521–1523. I mitten av januari 1521 sammankallades folket i Mora och närliggande socknar till ett möte där Gustav Eriksson, då 24 år, utsågs till "hövitsman över Dalarna och meniga Sveriges rike". Han fick 16 livvakter som han kunde styra över. Dessa 16 livvakter kom att bilda en drabantkår, som efter 1611 kallades för Kunglig Majestäts drabanter. Från detta förband, som anses ha bildats den 14 januari 1521, har Svea livgarde och senare Livgardet sökt sina anor ifrån. Dock hamnade detta förband i fångenskap efter kapitulationen vid Perevolotjna under Stora nordiska kriget, regementschefen Carl Magnus Posse hamnade med övriga regementet i fångenskap och fördes till Moskva. Efter Karl XII:s ankomst till Turkiet 1709, befallde han att gardet skulle återuppsättas i Sverige samt organiseras på 25 kompanier. Regementet hade dock svårigheter med rekryteringen, då endast 12 kompanier var organiserade vid början av 1713, vilket gjorde att Karl XII förnyade sin befallning men utan någon större framgång. Livgardet består utöver detta av förband och enheter som har andra ursprung, men gemensamt är att de flesta sökt sitt arv och traditioner från den drabantkår som bildades 1521. 
Livgardets uniformer, pickelhuva och präsentiermarsch har sitt ursprung[källa behövs] från det svenska och preussiska regementet Fusilier Regiment 34 (Pommerches) Köngin Viktoria von Schweden som sattes upp i Svenska Pommern 1720 och upplöstes 1919 i Stettin, Tyskland. Flera svenskar soldater och officerare i Krigsmakten tog värvning i regementet under första världskriget efter uppmaning från Sveriges dåvarande drottning Viktoria av Baden. Efter kriget deltog Sverige och Livgardet i finansieringen av Stettins garnisonskyrka där en stor gravsten sattes upp längst fram i kyrkan brevid korset som minne till de svenskar soldater och officerare som fallit offer under första värdskriget. Den 1 Juni 1924 invigdes ett segermonument på kaserngården i Stettin till minne av regementet och som pryddes på toppen med tre kronor och en preussisk örn. 
Kung Carl XVI Gustaf är hederschef för Livgardet. Detta har sin bakgrund i att Livgardet ärvt sina traditioner från Livgardesbrigaden (IB 1), Livgardets dragoner (K 1) och Svea livgarde (I 1). Livgardets dragoner och Svea livgarde tillhörde fram till den 31 december 1974 Kungl. Maj:ts Liv- och Hustrupper, det vill säga gardesförbanden, vilka kungen personligen var regementschef för. Sedan den nya 1974 års regeringsform trädde i kraft den 1 januari 1975 är han istället hederschef för de förband som ingick i Kungl. Maj:ts Liv- och Hustrupper vilka sedan 2000 är Livgardet och Livregementets husarer.
Livgardet för minnet vidare av Livgardets dragoner, Svea livgarde, SWEDINT och Försvarsmusikcentrum. Traditionsansvaret ligger dock på de ingående enheterna. Minnet av Livgardets dragoner (K 1) och dess traditioner förs vidare av Livskvadronen, 13. skvadronen vid Livbataljonen, 11. militärpolisbataljonen och 13. säkerhetsbataljonen. Minnet av Svea livgarde (I 1) och dess traditioner förs vidare av 10. stab- och understödskompaniet och Livkompaniet vid Livbataljonen och 12. motoriserade skyttebataljonen. Vidare för Livgardet i andra hand vidare traditionerna för Livgardet till häst, Livregementets dragoner, FN-skolan, Försvarets hundskola och Militärmusiken.
När Livgardet bildades instiftades Livgardets förtjänstmedalj I i guld (LGIGM) och i silver (LGISM). Dessa två medaljer är tidigare Svea livgardes och Livgardesbrigadens förtjänstmedalj (SvealivgLivbrigGM/SM). År 2004 instiftades Livgardets förtjänstmedalj III i guld (LGIIIGM) och i silver (LGIIISM). Medaljens åtsida skiljer sig dock åt beroende på de olika enheterna vid Livgardet.

### Fanor och standar
När Livgardet bildades ärvdes och övertogs fanan (modell m/2000) som hade förts gemensamt vid Svea livgarde (I 1/Fo 44) och Livgardesbrigaden (IB 1), vilken hade överlämnats av H.M. Konung Carl XVI Gustaf i samband med hans födelsedag på Stockholms slott den 30 april 2000. 
Livgardet ärvde och övertog även standaret som Livgardets dragoner (K 1) förde fram till dess upplösning och avveckling. Det standar som Livgardets dragoner förde hade överlämnats av H.M. Konung Carl XVI Gustaf på kaserngården vid Kavallerikasern vid Lidingövägen i Stockholm. Den 19 mars 2014 tilldelades Livgardet ett nytt kavalleristandar, vilket även det överlämnades av H.M. Konung Carl XVI Gustaf vid Kavallerikasernen. Den 24 november 2017 tilldelades Livgardet ny regementsfana (modell m/2017), vilken även den överlämnades av kungen vid en ceremoni på Kungliga slottets inre borggård.
Genom att Livgardet bildades av två förband förs två förbandsfälttecken, en regementsfana som förs av infanteridelen och ett kavalleristandar som förs av kavalleridelen. Dock förekommer det att fanan förs tillsammans med standaret. Utöver dessa två fälttecken för Livkompaniet vid Livgardet vid vissa tillfällen en egen fana.

### Paradstyrkor och uppvisningsgrupper
Trupper ur Livgardet medverkar i olika statsceremoniella sammanhang, främst i högvakten i Stockholm men också vid riksmötets öppnande, statsbesök och händelser inom kungafamiljen. Paradtruppslagen är grenadjärvakt med björnskinnsmössa ur Livkompaniet, drabantvakt och beriden eskort ur Livskvadron. Vid Livgardet finns även icke anställda uppvisningsgrupper, Svea livgardes fältpiparkår och Svea livgardes musketerarkår.

### Kamratförening
Livgardets kamratförening är en ideell förening som bildades genom en sammanslagning av Sveagardesföreningen och Livgardets dragoners kamrat- och veteranförening, vilka bildat Livgardets kamratförening. Kamratföreningen har som syfte att vara en länk mellan personal som tjänstgjort som anställd eller värnpliktig vid Livgardet, Svea livgarde och Livgardets dragoner, vidare vårdar föreningen förbandens minne och traditioner.

### I kulturen
- Det svenska hårdrocksbandet Sabaton släppte 2021 låten "Livgardet" för att hedra regementets 500-åriga historia. Låten gjordes inledningsvis i samarbete med Livgardet, men samarbetet avbröts efter order från Arméstaben.[46] Livgardet uppmärksammade dock låten på sina sociala medier.

## Förbandschefer
- 2000–2002: Överste Ingvar Hellquist
- 2002–2005: Överste Kent Edberg
- 2005–2009: Överste Svante Borg
- 2009–2014: Överste Håkan Hedlund[f]
- 2014–2017: Överste Christer Tistam[g]
- 2017–2020: Överste Laura Swaan Wrede[h]
- 2020–2024: Överste Stefan Nacksten[i]
- 2024–20xx: Överste Gustaf Dufberg[j]

## Namn, beteckning och förläggningsort
| Livgardet | 2000-07-01 | – |  |

| LG | 2000-07-01 | – |  |

| Kungsängens garnison (F)               | 2000-07-01 | – |            |
| Stockholms garnison (D)                | 2000-07-01 | – |            |
| Almnäs garnison (D)                    | 2000-07-01 | – | 2004-12-31 |
| Sollefteå garnison (D)                 | 2000-07-01 | – | 2021-12-31 |
| Märsta (D)                             | 2005-07-01 | – | 2021-12-31 |
| Falu garnison (D)                      | 2006-01-01 | – | 2019-12-31 |
| Gävle garnison (D)                     | 2006-01-01 | – | 2019-12-31 |
| Kungsängens övnings- och skjutfält (Ö) | 2000-07-01 | – |            |
| Rosersbergs övningsfält (Ö)            | 2000-07-01 | – |            |
| Marma skjutfält (Ö)                    | 2004-01-01 | – |            |
| Falu övnings- och skjutfält (Ö)        | 2006-01-01 | – | 2023-12-31 |

## Galleri

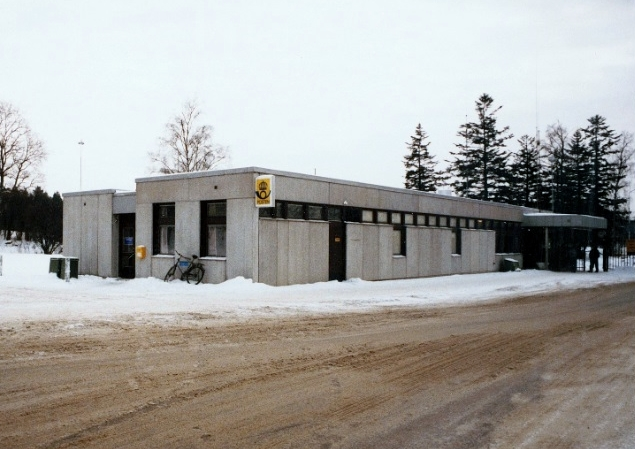
Vaktlokalen i Kungsängen
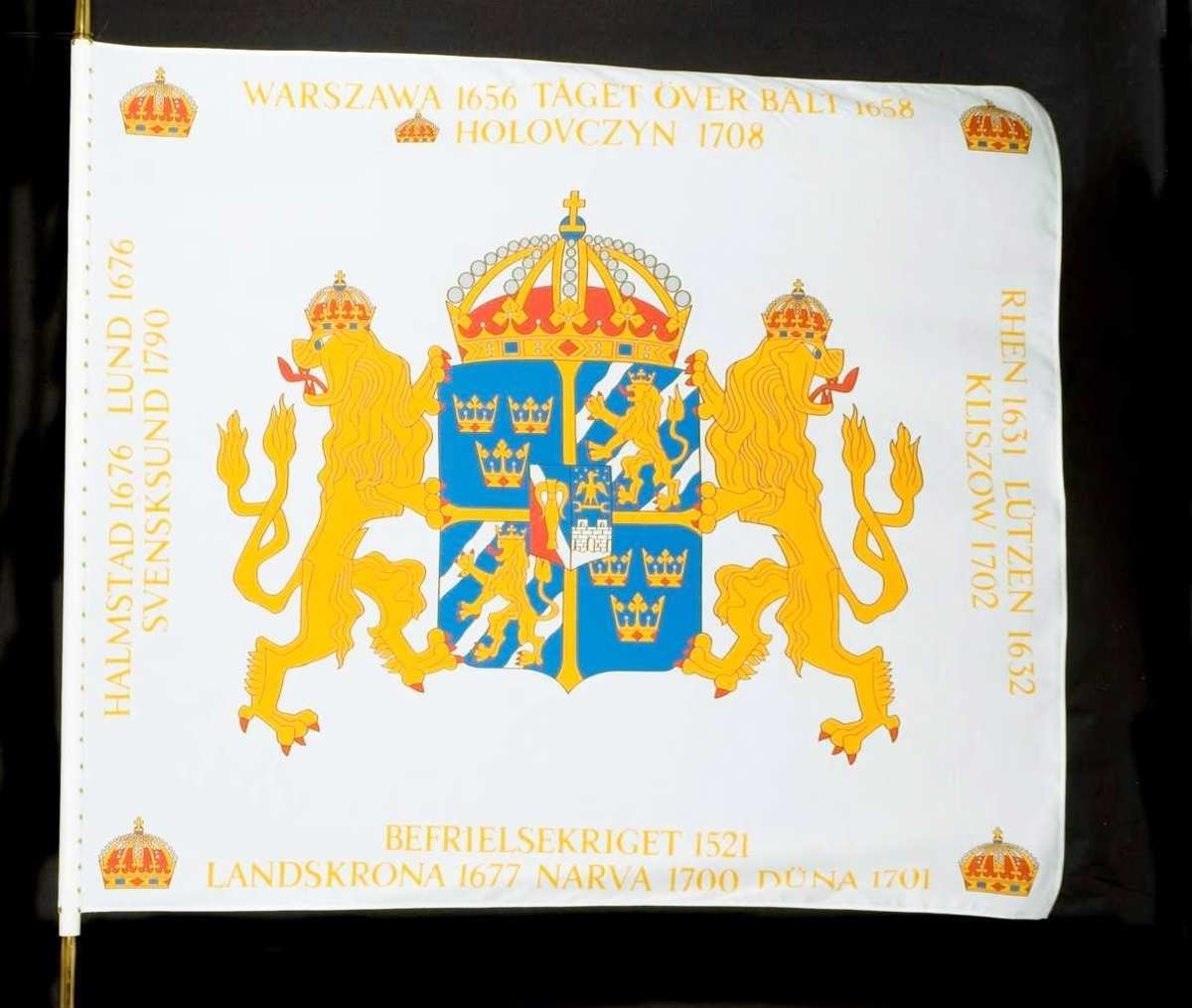
Svea livgardes tidigare fana m/2000.
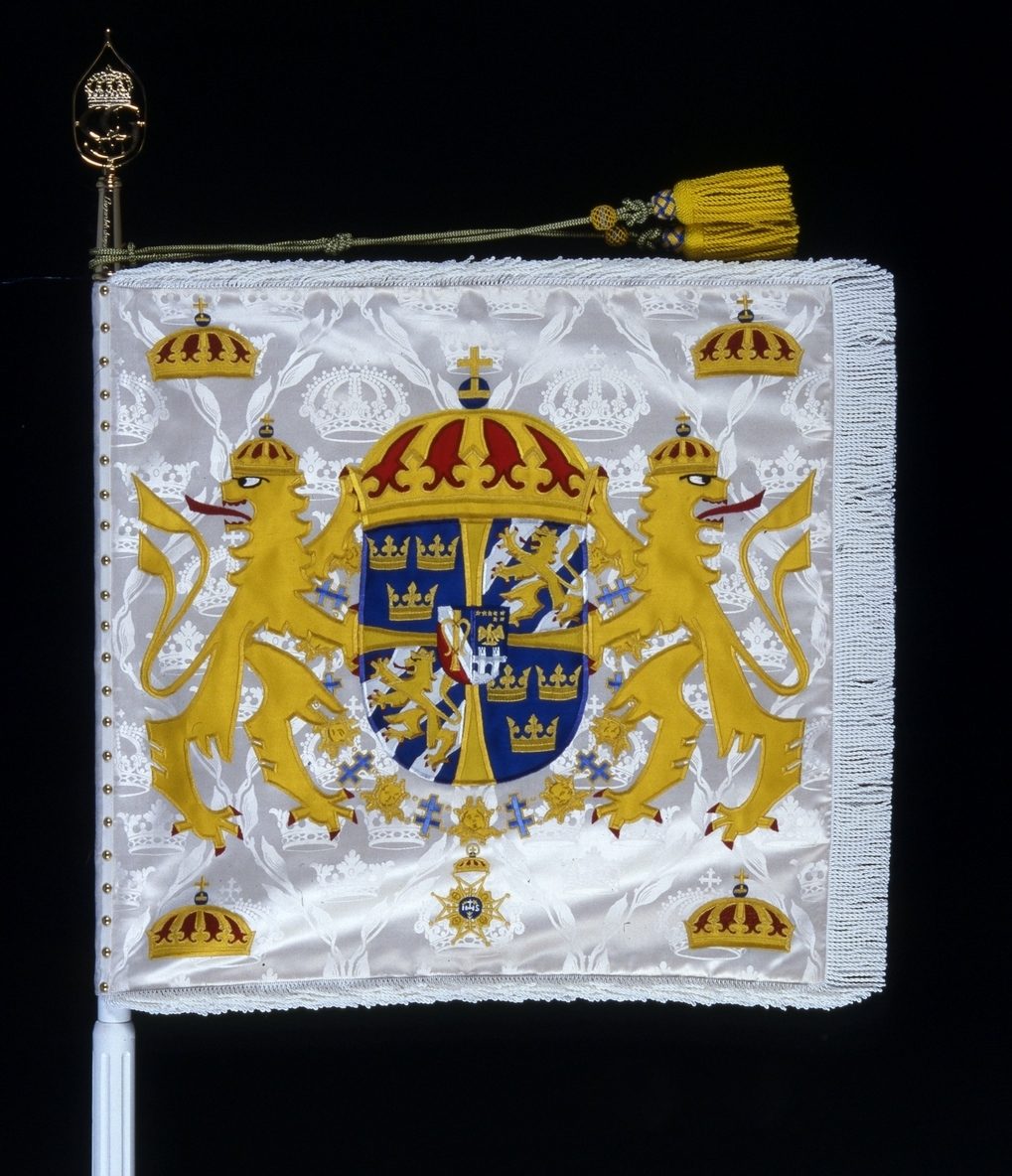
Livgardets dragoner tidigare standar m/1995
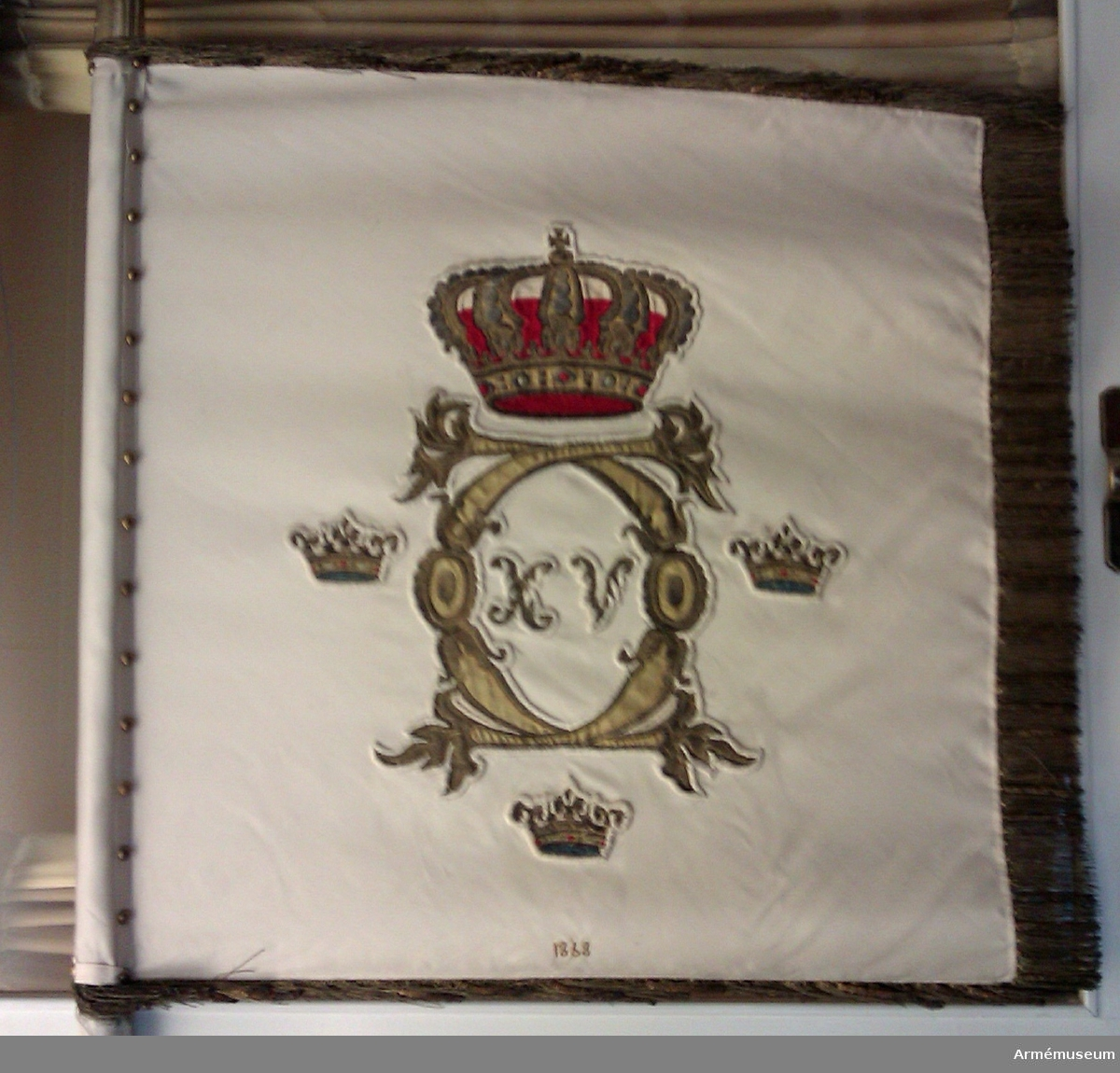
Livkompaniets fana m/1868
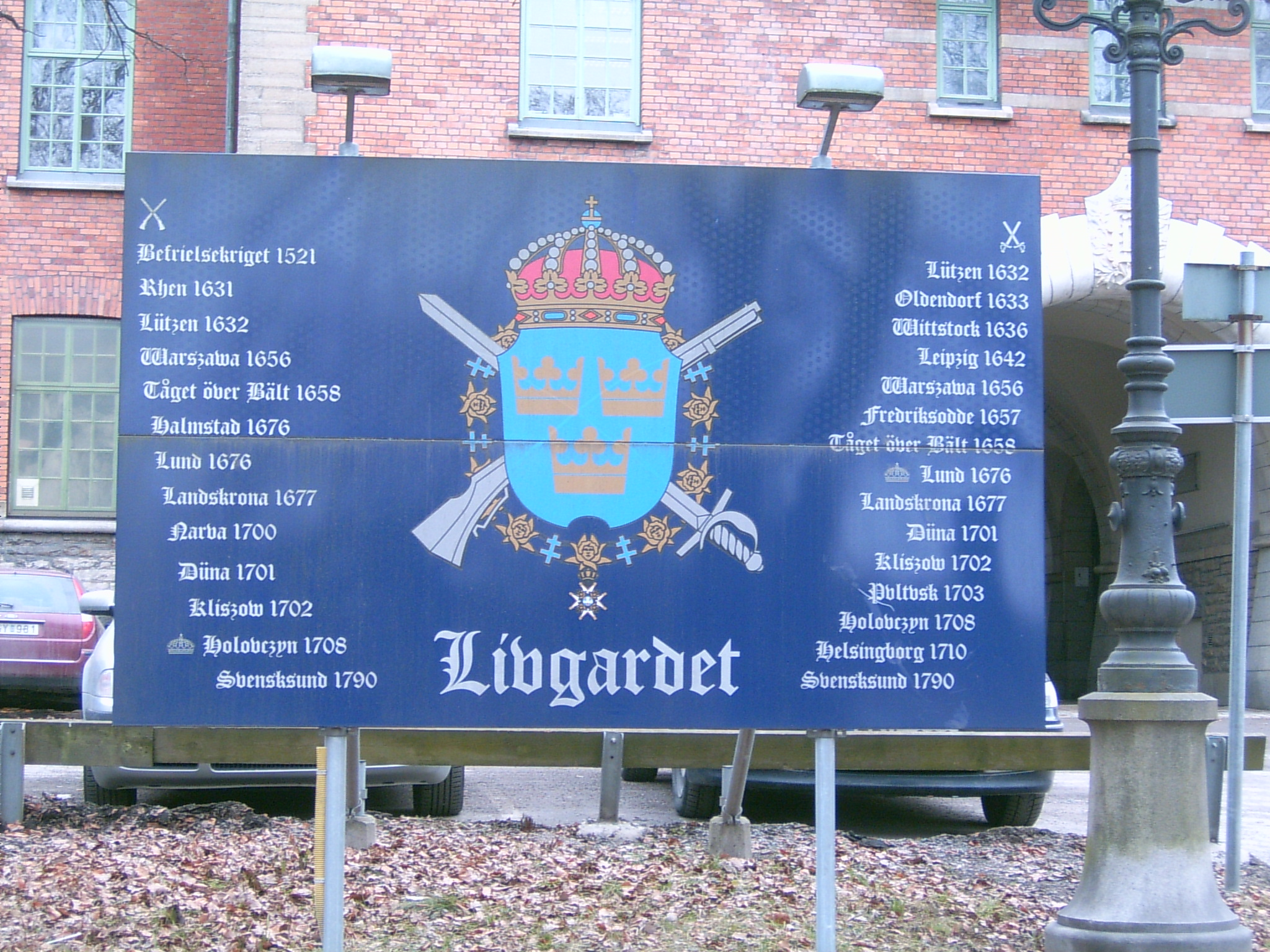
Skylt med Livgardets vapensköld och segernamn vid Lidingövägen i Stockholm.
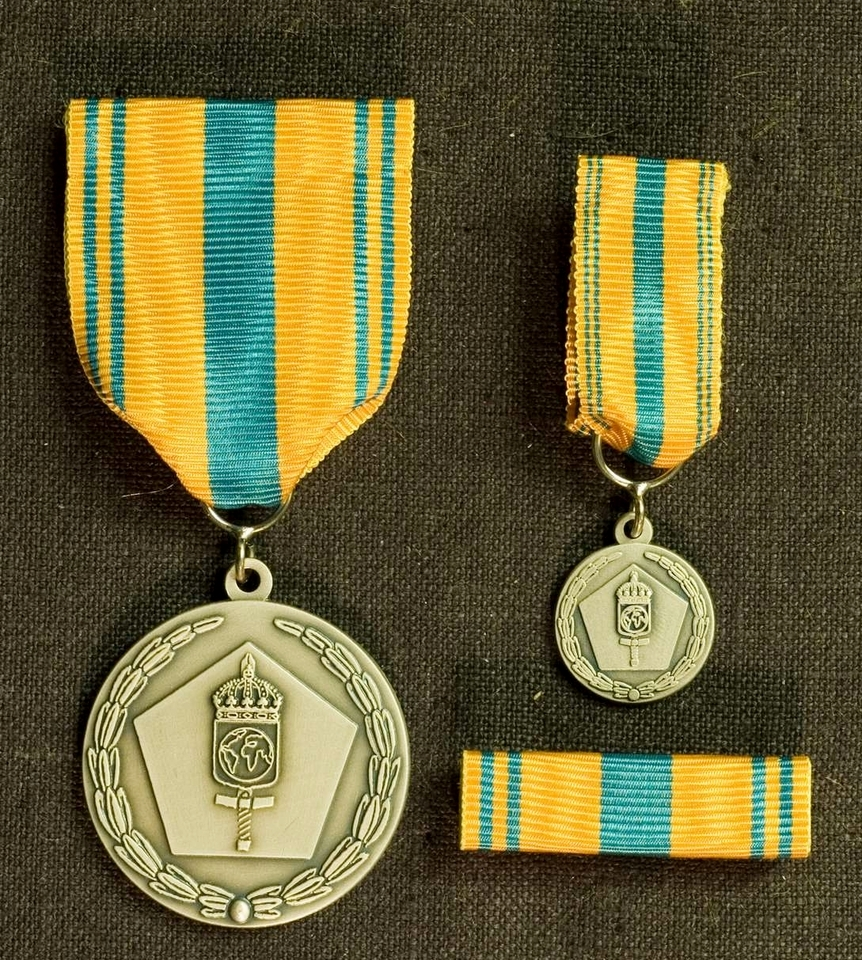
Livgardets förtjänstmedalj för Internationell Utbildningsverksamhet.
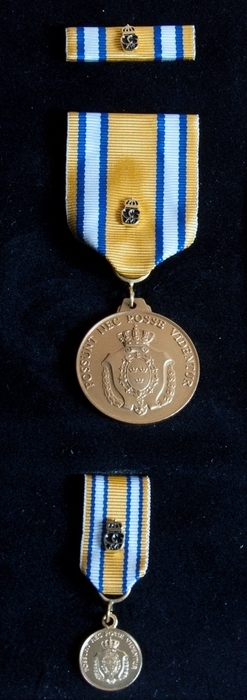
Livgardes (LG) förtjänstmedalj I i guld.
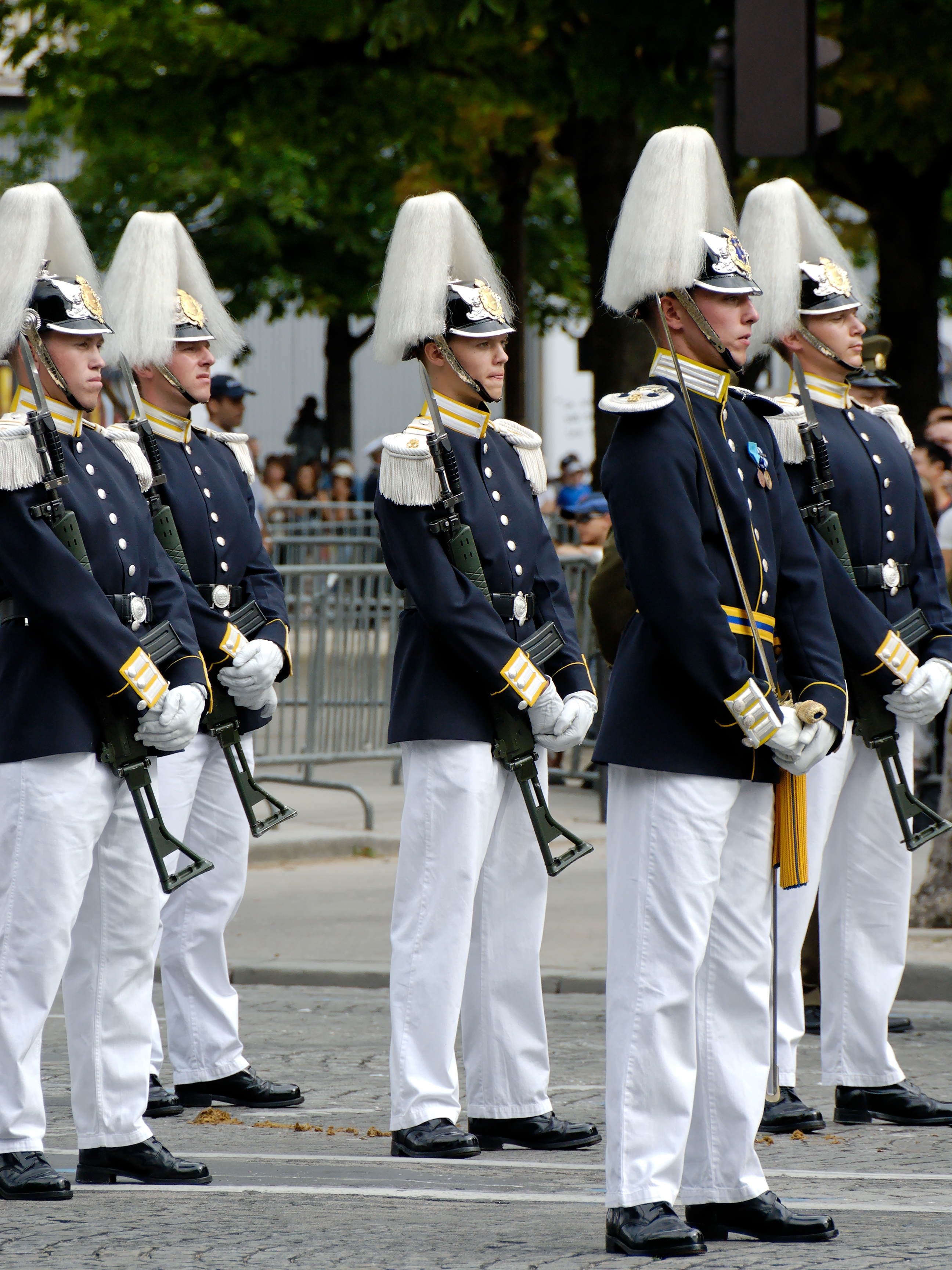
Infanterister vid Livgardet.
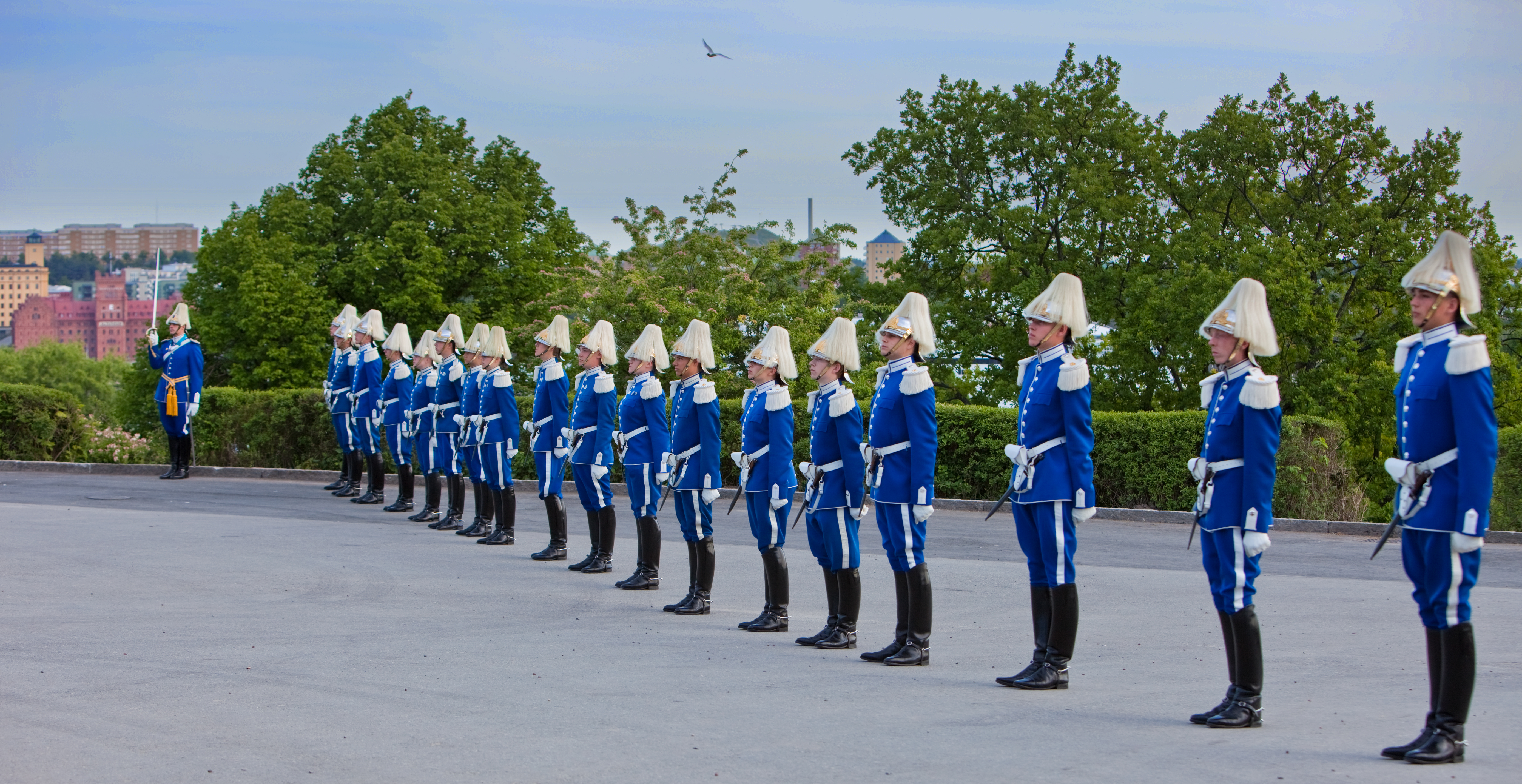
Kavallerister vid Livgardet.
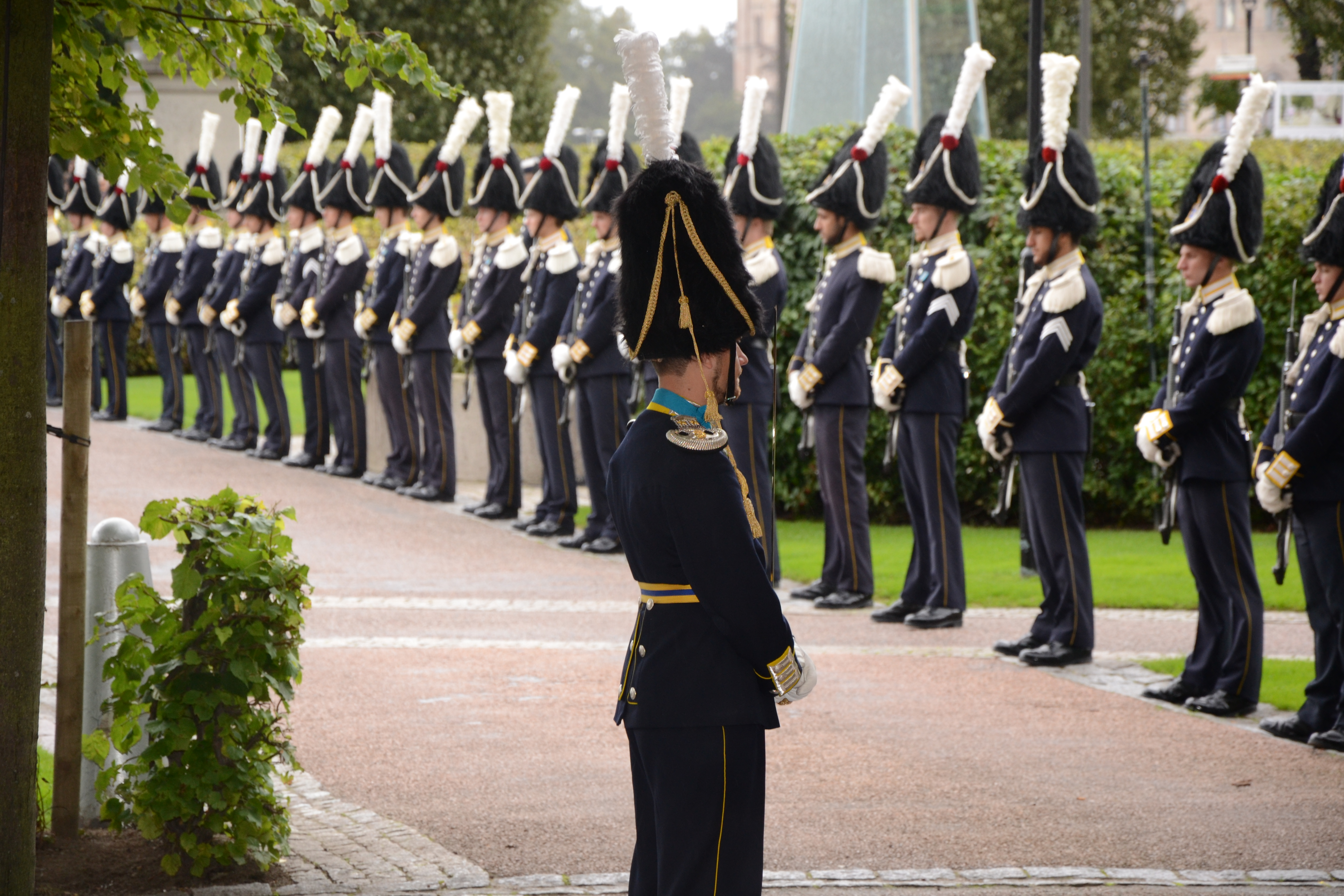
Infanterister vid Livgardet.
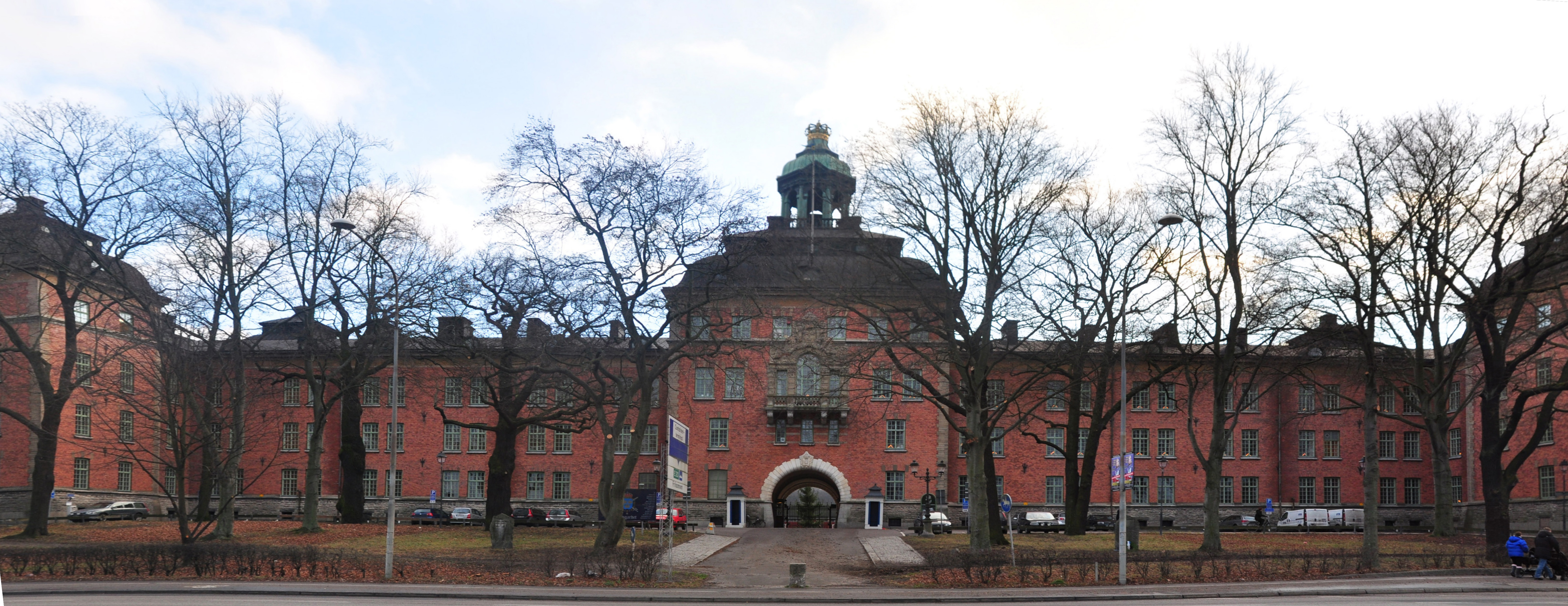
Kavallerikasernen vid Lidingövägen.
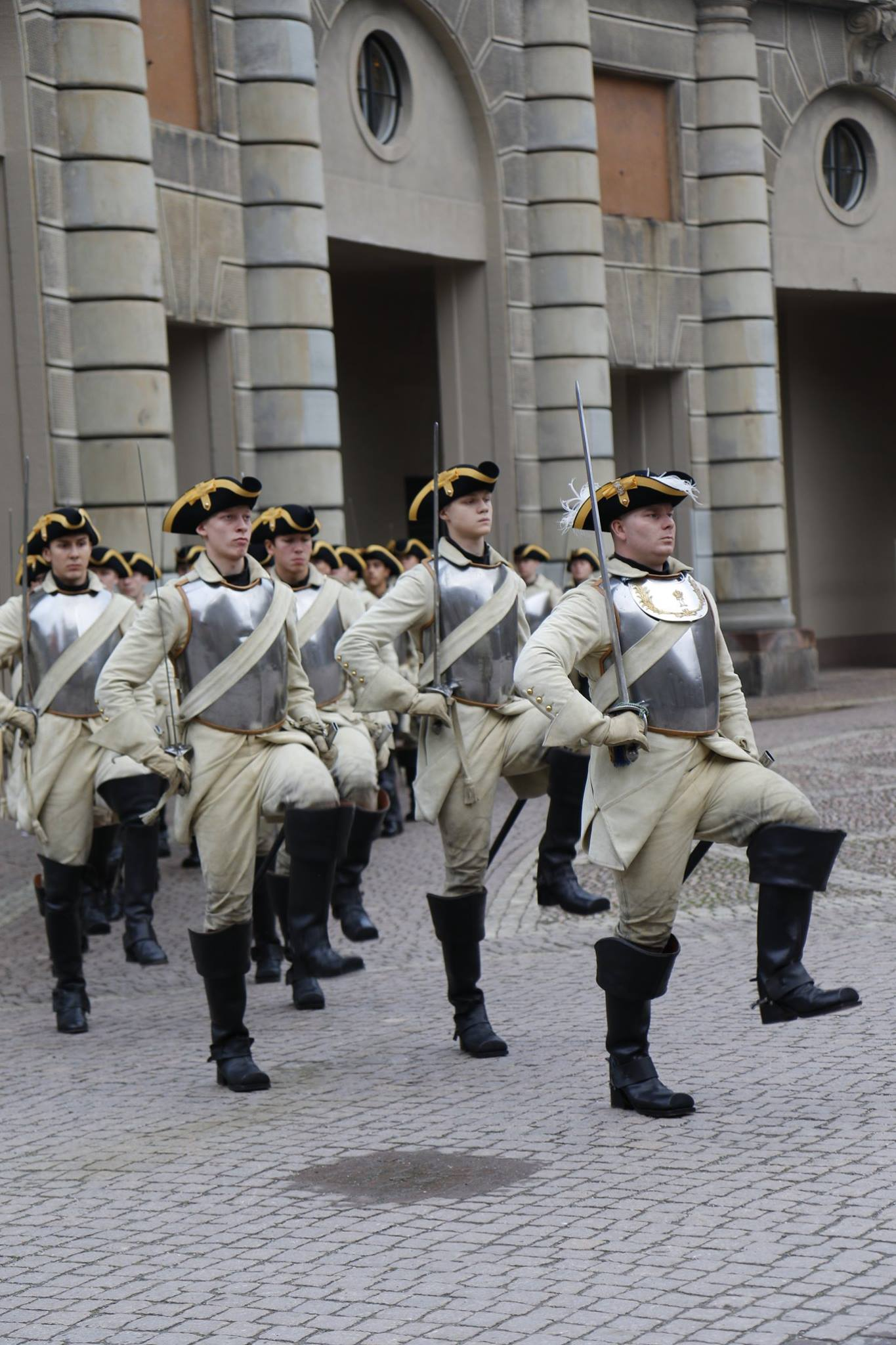
Livdragoner som drabantvakt i Karl XI:s drabantuniform
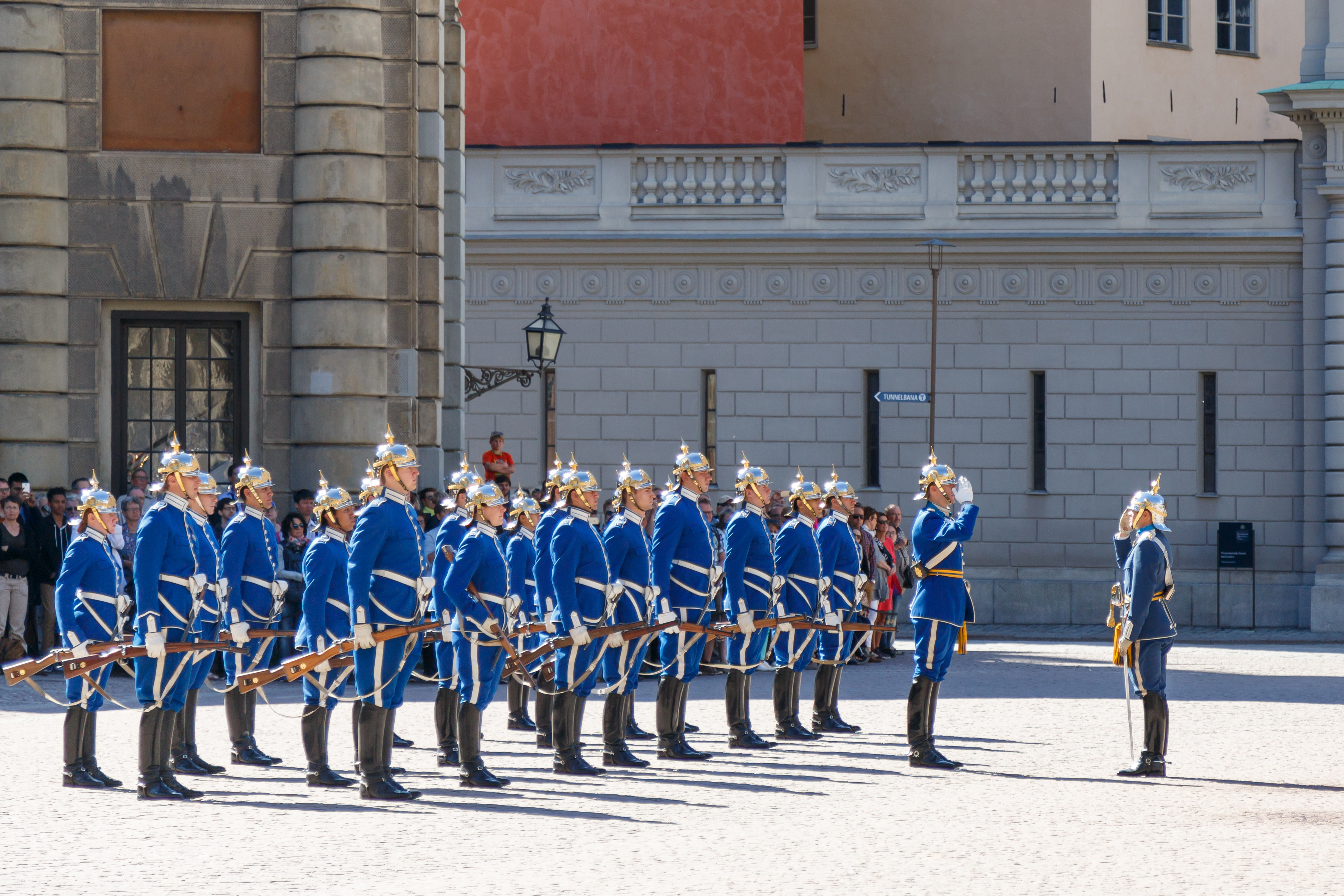
Högvakten. Uniformerna har flera preussiska inslag, som till exempel pickelhjälmen